# خلیل آکبونار
خلیل آکبونار (انگلیسی: Halil Akbunar؛ زادهٔ ۹ نوامبر ۱۹۹۳) بازیکن فوتبال اهل ترکیه است.
از باشگاه‌هایی که در آن بازی کرده‌است می‌توان به باشگاه فوتبال الازیغ‌اسپور و باشگاه ورزشی گوزتپه اشاره کرد.
وی همچنین در تیم‌های ملی فوتبال Turkey national under-19 football team، زیر ۲۰ سال ترکیه، و ترکیه بازی کرده‌است.